# Tour Real
La Tour Real è una montagna della catena delle Alpi Cozie, alta 2877 m. 

## Caratteristiche
Si trova in valle Varaita, nel comune di Pontechianale. È un torrione isolato di una delle creste che circondano il Lago Nero. Alla sua base si trova il Colle Tour Real (2841 m), accessibile dal versante est salendo dalla frazione di Chianale oppure dal versante ovest partendo dal Lago Nero e attraversando una serie di sfasciumi detritici. Per raggiungere la cima vera e propria è necessario munirsi di attrezzatura da arrampicata e seguire la via indicata da numerosi segni gialli.
La prima ascesa risale al 19 settembre 1899 ad opera del Tenente del 2º Reggimento alpini Celestino Bes.